# 그레이트 블루홀

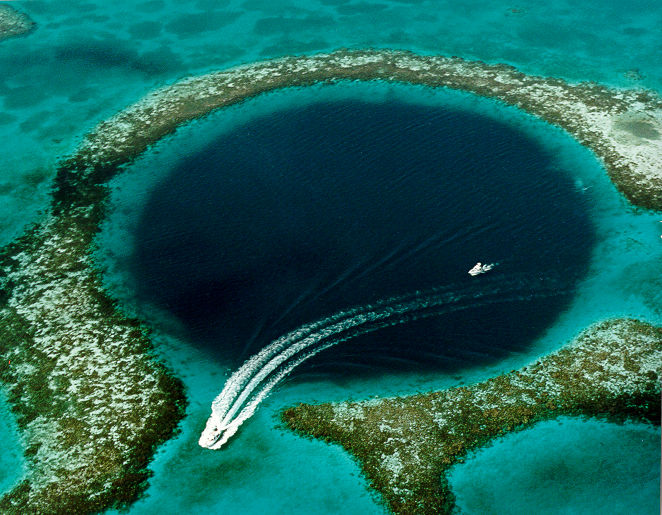
그레이트 블루홀은 벨리즈의 벨리즈시티 근처이다.

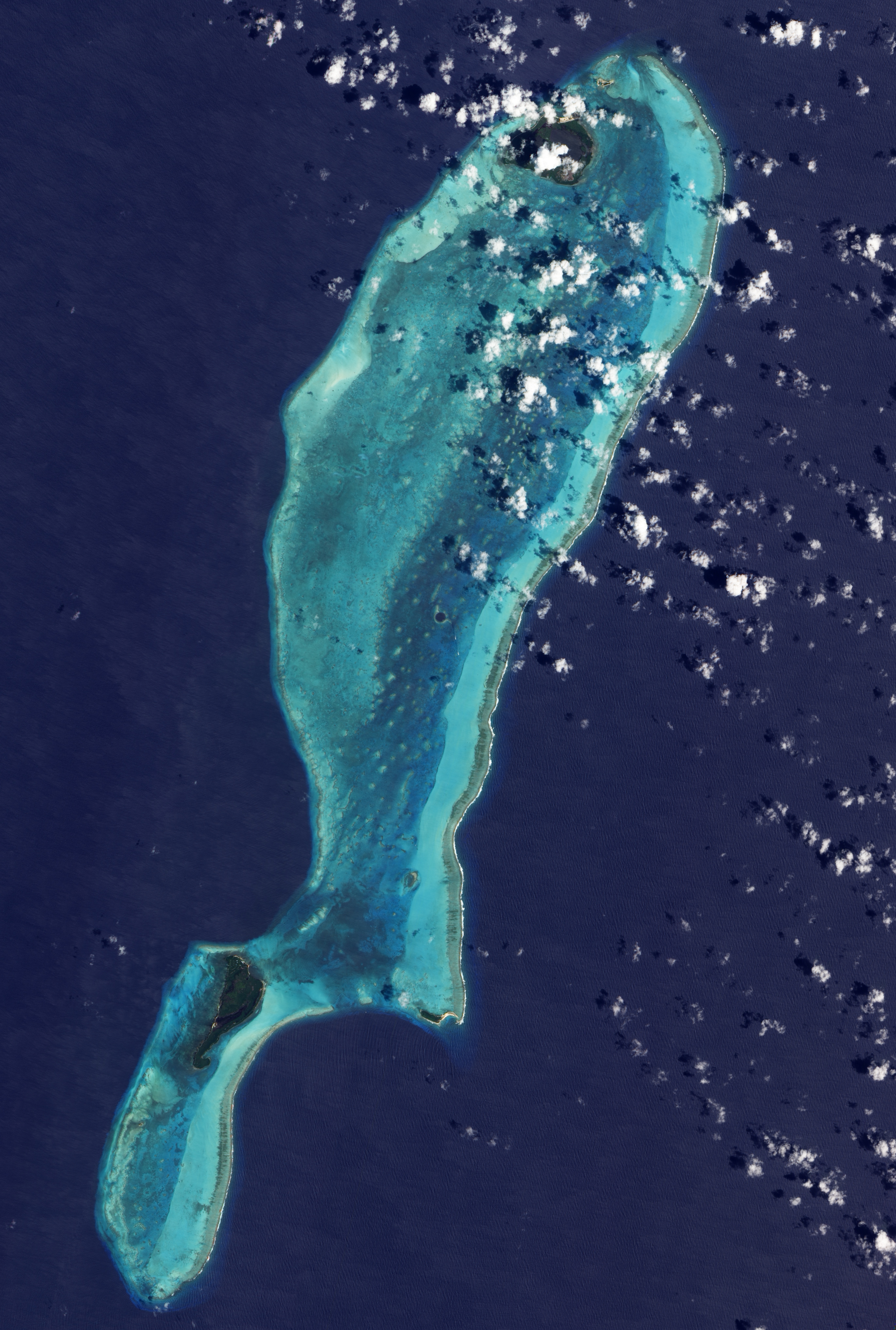
우주에서 본 라이트하우스 리프(Lighthouse Reef). 그레이트 블루홀이 사진 중앙 근처에 보인다.

그레이트 블루홀은 벨리즈 해안 근처에서 볼 수 있다. 이 곳은 라이트하우스 리프의 중앙 근처에 있으며, 본토와 벨리즈시티로부터 70 km (43 mi) 떨어진 곳에 위치한 작은 환초지대이다. 구멍은 원의 형태를 띠며 지름 300 m (980 ft)에 깊이 124 m (407 ft)이다. 그레이트 블루홀은 플라이스토세 빙하기 동안 해수면이 매우 낮았을 때 형성된 것으로 보이며, 종유석을 분석해보면 153,000년 전과 66,000년 전, 그리고 60,000년 전과 15,000년 전에 걸쳐 형성된 것으로 보인다. 해수면이 다시 상승하자 동굴은 침수되었다. 그레이트 블루홀은 벨리즈 산호초 보호지역에 속해 있으며 유네스코(UNESCO)에 세계자연유산으로 등록되어 있다.

## 설명
이 장소는 이곳이세계 스쿠버 다이빙 장소 베스트 10 중 한 곳이라 알린 자크 쿠스토에 의해 유명해졌다. 1971년 그는 그의 칼립소 호를 타고 구멍의 깊이를 그래프화하기 위해 그레이트 블루홀을 방문했다. 이 탐사에서 이루어진 조사에 따르면이 구멍은 전형적인 석회암 지층의 카르스트 지형이 그 기원이며, 해수면이 상승하기 전에 적어도 4단계에 걸쳐 형성되었다. 21 m (69 ft)와 49 m (161 ft), 그리고 91 m (299 ft)의 깊이에 튀어나온 부분이 남아있다.
물 속에 잠겨 있던 동굴에서 채취한 종유석을 통해서 해수면 위에서 형성되었음을 확인할 수 있다. 종유석들 중 일부는 일관된 방향으로 5도 정도 수직으로부터 기울어져 있는데, 이는 어떤 과거의 지질학적 변화가 있었고 고원과 같은 기울어진 지형이었다가 현재 평평한 면인 상태로 오랜 시간이 흘렀음을 나타낸다.

## 깊이
그레이트 블루홀에서 최초로 측정된 깊이는 125 m (410 ft) 인데, 이는 지금까지 가장 많이 인용되고 있다. 1997년에 캄브리아기 재단(Cambrian Foundation)에서 이루어진 탐사에서는 구멍의 가장 깊은 곳까지의 깊이를 124 m (407 ft)로 측정했다. 두 측정 값의 차이는 측정의 부정확함 때문일 수도 있고 혹은 바다 속의 침강 현상이 계속 진행 중이기 때문일 수도 있다.
탐사의 목적은 코어 샘플(드릴 등으로 땅을 파서 샘플 채취)을 블루홀의 지층에서 채취하는 것과 동굴 시스템에 관한 자료 수집이었다. 이러한 목적을 수행하기 위해서 모든 다이버들은 동굴 다이빙 자격을 갖췄고 트라이믹스(Trimix, 호흡용 혼합 가스)를 준비했다.

## 이름의 유래
그레이트 블루홀이라는 이름은 영국 다이버이자 작가인 네드(Ned Middleton)가 이 나라에서 6개월을 보낸 후 그레이트 블루홀이라 이름 붙였다. 그는 이곳의 자연 경관에 반해 그의 저서 《물 밑에서 10년(Ten Years Underwater)》(Immel Publishing 1988, ISBN 0907151434)에서 “호주가 그레이트배리어리프를 가지자, 벨리즈는 평등하게 그레이트 블루홀을 가졌다.”라 비유했다. 비록 두 장소가 크기가 다르기는 하지만 동일한 산호초 지형 등 유사한 점이 있어 이런 비유를 했다고 본다. 이러한 그의 생각은 그의 다음 저서인 《다이빙 벨리즈(Diving Belize)》에서 더욱 강해졌다(AquaQuest publishing, USA 1994 ISBN 1881652017).

## 기타
2012년 디스커버리 채널에서 《지구에서 가장 놀라운 장소 베스트 10》에 그레이트 블루홀이 선정되었다.

## 같이 보기
- 블루홀
- 벨리즈 산호초 보호지역
- 환초
- 벨리즈시티
- 벨리즈